# Thedema
Thedema is een voormalige borg in de Nederlandse provincie Groningen. De borg lag ten zuidwesten van Bedum, in de polder Alma. Het borgterrein ligt ongeveer 400 meter ten oosten van de Wolddijk en is nog herkenbaar in het landschap.
In het begin van de 16e eeuw is er sprake van een Themaheerd. Formsma e.a. (1987, 295) geven aan dat Jan Thema in 1507 de jaarlijkse rente van de Themaheerd verkocht aan het kartuizerklooster in Kampen.
Aan het einde van de 17e eeuw komt Thedema in het bezit van Feijo Johan Sickinghe (1673-1701), ritmeester in Staatse dienst en heer van de Breedenborg. Feijo Johan was gehuwd met Thecla Elisabeth van Berum (1674-1727). In de stukken wordt dan nog niet van een borg gerept. Toch is Thedema terug te vinden op de befaamde Coenderskaart. Het is vermoedelijk Feyo Johan Sickinghe geweest die op de plaatse Thedema een borg heeft gebouwd of de bestaande behuizing tot een borg heeft laten verbouwen.
De dochter van Feyo Johan, Feyoena Johanna, erfde Thedema in 1727. Ze trouwde met Allard Philip Tjarda van Starkenborgh. Na de dood van Allard Philip werd “de borg met schathuis, hoven, singels, lanen, vijvers, grachten met 36 grazen” publiek verkocht. Na enkele vergeefse verkooppogingen werd Coppen Lambert Stachouwen in 1778 de nieuwe eigenaar.
Het schathuis is al omstreeks 1900 niet meer aanwezig en de borg zal vóór 1848 verbouwd zijn tot boerderij. Die boerderij stond gedeeltelijk op de fundamenten van de borg ; de voorzijde zou onderdeel van de borg zijn geweest.
Op 21 mei 1990 brandde de boerderij grotendeels af door een ongeluk bij werkzaamheden aan dakleer met een brander. Mede door de krachtige wind verspreidde het vuur zich snel door de boerderij. Slechts de begane grond van het voorhuis bleef over, wel met forse waterschade door bluswerkzaamheden. Enkele maanden later ging ook dat restant verloren door volledige sloop waarna het geheel is vervangen door nieuwbouw.